# Евдокимов, Владимир Тимофеевич
Владимир Тимофеевич Евдокимов (14 августа 1923, д. Пичулево, Себежский уезд, Витебская губерния — 23 января 2017, Москва) — командир роты 294-го стрелкового полка 184-й Духовщинской стрелковой дивизии 5-й армии 3-го Белорусского фронта. Герой Советского Союза (1945). Кандидат военных наук, доцент.

## Биография

### Ранние годы
Родился в деревне Пичулево (ныне — Себежский район Псковской области) в русской крестьянской семье. После окончания 7 классов средней школы переехал в Москву, где учился в Московском сварочном техникуме. С 1938 года воспитывался в семье П. С. Космачева — бывшего шофера В. И. Ленина.

### Участие в Великой Отечественной войне
В июле 1941 года добровольцем вступил в 4-ю Московскую дивизию народного ополчения и в октябре 1941 года был отправлен на фронт. Защищал Москву в районе села Троицкое-Лыково. В декабре 1941 года — феврале 1942 года участвовал в контрнаступлении под Москвой. С боями дошёл почти до Ржева, где был ранен. Из госпиталя направлен на учёбу в военное училище.
В 1943 году окончил Пуховичское военное пехотное училище. Был командиром стрелкового взвода 36-й отдельной курсантской стрелковой бригады, командиром стрелковой роты 184-й стрелковой дивизии. Воевал на Западном и 3-м Белорусском фронтах. Участвовал в освобождении Смоленщины, в том числе города Вязьма, в боях за райцентр Могилёвской области посёлок Ленино — в 1943 году; в боях под Оршей, в операции «Багратион», освобождал Белоруссию и Литву, в том числе город Вильнюс, форсировал Неман и Шешупе с выходом на государственную границу с Восточной Пруссией — в 1944. Член ВКП(б) с 1944 года.
Особо отличился в ходе Каунасской наступательной операции. 16 августа 1944 года в районе города Шакяй (Литва) командир роты 294-го стрелкового полка старший лейтенант Евдокимов с ротой отразил контратаку противника, который при поддержке танков пытался вернуть утраченный рубеж, и нанёс ему большой урон в живой силе и технике.
17 августа 1944 года рота Евдокимова одной из первых вышла на государственную границу с Германией в районе города Кудиркос-Науместис (Литва), с боем форсировала реку Шешупе и захватила первый стратегически важнейший плацдарм на территории Восточной Пруссии.
Указом Президиума Верховного Совета СССР от 24 марта 1945 года за образцовое выполнение заданий командования в борьбе против немецко-фашистских захватчиков и проявленные при этом мужество и героизм старшему лейтенанту Евдокимову Владимиру Тимофеевичу было присвоено звание Героя Советского Союза с вручением Ордена Ленина и медали «Золотая Звезда» (№ 7216).

### Послевоенное время
В 1945 году окончил курсы «Выстрел», в 1950 году — Военную академию имени М. В. Фрунзе. С 1950 года преподавал в Военно-политической академии имени В. И. Ленина; получил степень кандидата военных наук, стал профессором. С 1987 года полковник В. Т. Евдокимов — в отставке.
Жил в Москве. Похоронен на Троекуровском кладбище в Москве.
Являлся почётным гражданином городов Себеж и Шакяй. Его имя носит Борисенская школа Себежского района.

### Семья
Был женат на Александре Михайловне Евдокимовой (1926-2017). Жена ушла из жизни через 15 дней после смерти мужа.
Сын Вячеслав Владимирович, врач.

## Награды и звания
- Медаль «Золотая Звезда» Героя Советского Союза (24.03.1945);
- Орден Ленина (24.03.1945);
- Орден Отечественной войны 1-й степени (11.03.1985);
- Два ордена Красной Звезды (17.04.1944, 30.12.1956);
- Орден «За службу Родине в Вооружённых Силах СССР» 3-й степени (30.04.1975);
- Медаль «За оборону Москвы»;
- Медаль «За взятие Кёнигсберга»;
- Медаль «За Победу над Германией»;
- Юбилейные медали.

## Сочинения
- Евдокимов В. Т. Боевые действия 184-й стрелковой дивизии в Духовщинско-Демидовской операции. // Военно-исторический журнал. — 1986. — № 7. — С.54-58.